# Die Muppets erobern Manhattan
Die Muppets erobern Manhattan ist ein Puppenfilm aus dem Jahr 1984, der auf der Fernsehserie Muppet Show basiert.

## Handlung
Zu Beginn des Films führen die Muppets in ihrem College ein Musical auf. Nachdem alle das Musical für einen Erfolg halten, beschließen die Muppets, gemeinsam nach Manhattan zu fahren, um auch dort ihr Musical am Broadway aufzuführen. Außerdem will Miss Piggy dort ihre große Liebe, Kermit den Frosch, heiraten.
Nachdem die Muppets mehr als sechs Wochen vergeblich versucht haben, dort einen Produzenten für ihr Vorhaben zu gewinnen, und sie auch kein Geld mehr haben, gehen die Muppets getrennte Wege. Lediglich Kermit verbleibt in Manhattan und arbeitet in Petes Restaurant. Parallel versucht er mit Petes Tochter Jenny mit eher unredlichen Methoden, weiterhin einen Produzenten für das Musical zu finden. Aber auch diese Versuche bleiben erfolglos.
Bei einem Spaziergang im Park mit Jenny trifft Kermit zufällig Miss Piggy, die heimlich in Manhattan geblieben war, und ihn aus Eifersucht die ganze Zeit beschattet hat, worüber ein Streit zwischen den beiden ausbricht.
Als gerade ein Geldgeber (Ronnie Crawford, der Sohn des Erfolgsproduzenten Bernard Crawford) für das Musical gefunden ist, wird Kermit von einem Auto angefahren und verliert sein Gedächtnis. Kurze Zeit später fängt er sein neues Leben als Werbetexter an. Nachdem Miss Piggy zwischenzeitlich die anderen Muppets wieder nach New York geholt hat, suchen diese mit Ronnie tagelang erfolglos nach Kermit. Als sie Kermit endlich finden, erkennt dieser aber seine Freunde zunächst nicht wieder und so beschließen die Muppets, das Musical ohne ihn aufzuführen. Erst kurz vor Beginn des Musicals erlangt Kermit sein Gedächtnis nach einem kräftigen Niederschlag von Miss Piggy wieder und so kann das Musical schließlich mit einer neu arrangierten Schlussszene in einer mit allen bekannten Henson-Figuren besetzten Kirche aufgeführt werden. Da zur Verwunderung von Kermit anstelle von Gonzo dabei plötzlich ein echter Pfarrer am Traualtar steht, sind am Ende Miss Piggy und Kermit tatsächlich verheiratet.

## Hintergrund
Die Muppets erobern Manhattan ist einer von neun Kinofilmen, die bis 2011 auf der Grundlage der Muppet Show entstanden. Viele der Puppen wurden von Jim Henson, dem Schöpfer der Serie, und Frank Oz gesteuert.
In der Musical-Schlussszene spielen weit mehr als 100 Puppen mit.
Zu den Prominenten, die in Die Muppets erobern Manhattan einen Kurzauftritt haben, zählen Elliott Gould, Liza Minnelli, Joan Rivers und Brooke Shields.
In einer Szene stellt Piggy sich vor, wie es wäre, wenn sie, Kermit und die anderen sich schon als Babys gekannt hätten. Diese Traumsequenz diente sozusagen als Inspiration für die Zeichentrickserie Muppet Babies.

### Synchronisation
Die deutsche Synchronfassung entstand unter dem Dialogbuch und der Dialogregie von Eberhard Storeck.
| Rolle             | Schauspieler   | Sprecher                                              |
| ----------------- | -------------- | ----------------------------------------------------- |
| Kermit der Frosch | Jim Henson     | Horst Gentzen                                         |
| Baby Kermit       | Jim Henson     | Horst Gentzen                                         |
| Rowlf             | Jim Henson     | Michael Rüth                                          |
| Baby Rowlf        | Jim Henson     | Michael Rüth                                          |
| Dr. Goldzahn      | Jim Henson     | Heini Göbel                                           |
| Waldorf           | Jim Henson     | Walter Reichelt                                       |
| Ernie             | Jim Henson     | Imo Heite                                             |
| dänischer Koch    | Jim Henson     | Eberhard Storeck                                      |
| Crazy Harry       | Jerry Nelson   | Eberhard Storeck                                      |
| Lew Zealand       | Jerry Nelson   | Michael Habeck (Sprache) Manfred Lichtenfeld (Gesang) |
| Floyd             | Jerry Nelson   | Paul Lasner                                           |
| Miss Piggy        | Frank Oz       | Marianne Wischmann                                    |
| Baby Piggy        | Frank Oz       | Marianne Wischmann                                    |
| Fozzie Bär        | Frank Oz       | Bruno W. Pantel                                       |
| Baby Fozzie       | Frank Oz       | Bruno W. Pantel                                       |
| Tier              | Frank Oz       | Leon Rainer                                           |
| Bert              | Frank Oz       | Leon Rainer                                           |
| Sam der Adler     | Frank Oz       | Wolf Ackva                                            |
| Krümelmonster     | Frank Oz       | Eberhard Storeck                                      |
| Baby Scooter      | Richard Hunt   | Eberhard Storeck                                      |
| Scooter           | Richard Hunt   | Christina Hoeltel (Sprache) Eberhard Storeck (Gesang) |
| Statler           | Richard Hunt   | Manfred Lichtenfeld                                   |
| Gonzo             | Dave Goelz     | Werner Abrolat                                        |
| Baby Gonzo        | Dave Goelz     | Werner Abrolat                                        |
| Rizzo             | Steve Whitmire | Erich Ludwig                                          |
| Jill              | Kathryn Mullen | Monika John                                           |
| Jenny             | Juliana Donald | Uschi Wolff                                           |
| Pete              | Louis Zorich   | Wolfgang Hess                                         |
| Ronnie Crawford   | Lonny Price    | Pierre Peters-Arnolds                                 |
| Bernard Crawford  | Art Carney     | Leo Bardischewski                                     |
| Rollerskater      | Gregory Hines  | Holger Schwiers                                       |
| Kundin in Pete’s  | Brooke Shields | Irina Wanka                                           |

## Auszeichnungen
1985 wurde Jeff Moss in der Kategorie Beste Filmmusik für seine Komposition der einzelnen Filmsongs für den Oscar nominiert.
Als bester Familien-Spielfilm (Komödie oder Musical) wurde er mit dem Young Artist Award ausgezeichnet.